# Hiệp hội bóng đá Kuwait
Hiệp hội bóng đá Kuwait (KFA) là tổ chức quản lý, điều hành các hoạt động bóng đá ở Kuwait. KFA quản lý đội tuyển bóng đá quốc gia Kuwait, tổ chức các giải bóng đá như giải vô địch bóng đá Kuwait, cúp bóng đá Kuwait,.... KFA là thành viên của cả Liên đoàn bóng đá thế giới (FIFA), Liên đoàn bóng đá châu Á (AFC) và Liên đoàn bóng đá Tây Á (WAFF).
Chủ tịch của Hiệp hội bóng đá Kuwait hiện nay là ông Sheikh Ahmad Al Sabah.